# Subramanya Nagarajarao
Subramanya Nagarajarao (kannada : ಸುಬ್ರಮಣ್ಯ ನಾಗರಾಜ ರಾವ್) aussi Dr. N. Subramanya est un écrivain, chercheur en science politique spécialiste du droit des réfugiés et traducteur indien. Il est actuellement directeur de l'Indian Research Institute, à Mysore.

## Biographie
À partir de 1996, Subramanya Nagarajarao a préparé une thèse à l’université de Mysore sous la direction du Pr. Muzaffar Assadi sur la politique d'asile. Il la soutient sur les réfugiés tibétains et obtient son doctorat en 1999.
Il a ensuite été nommé à la chaire du Haut Commissariat des Nations unies pour les réfugiés pour le droit des réfugiés créée en 1995 à l'École nationale de droit de l'université de l'Inde de Bangalore. Durant son mandat, il a poursuivi ses recherches sur les réfugiés et deux de ses ouvrages sur ce sujet sont publiés en 2004.
Il est actuellement directeur de l'Indian Research Institute, à Mysore. Il est professeur à l’Indian Institute of Human Rights à New Delhi  et est considéré comme un expert du droit des réfugiés.
En 2008, il a cosigné un article avec Jan Magnusson et Geoff Childs publié dans le Journal of the International Association of Tibetan Studies.
Il est aussi passionné de traduction et a participé à la traduction depuis le Kannada vers l’anglais de Government Brahmana de Aravind Malagathi, un ouvrage qui a reçu un prix de la Sahitya Akademi.

## Ouvrages
- (en) Refugees: right to freedom of expression and communication - a legal handbook, WACC, 2004,  (ISBN 8172147945)
- (en) Human rights and refugees, APH Publishing, 2004,  (ISBN 8176486833)

## Traductions
- V. C. Keshava, Exploring Mysore: a complete data map in a special style, V.S.R. Prakashana, 2004
- Aravind Malagatti, Government Brahmana, Orient Longman, 2007  (ISBN 8125032169 et 9788125032168)

## Articles
- (en) The politics of a refugee problem: a study of Tibetan refugee settlements in Mysore District, India, Tenth Seminar of the International Association for Tibetan Studies (IATS), University of Oxford, England, September 6 to 12, 2003
- (en) Refugees and human rights-an overview, Journal of the Institute of Human Rights, Vol 6, No.1, 2003, p 37-53.
- (en) Jan Magnusson, Subramanya Nagarajarao and Geoff Childs, South Indian Tibetans: Development Dynamics in the Early Stages of the Tibetan Refugee Settlement Lugs zung bsam grub gling, Bylakuppe, Journal of the International Association of Tibetan Studies Issue 4, décembre 2008